# Завадская, Беата
Беата Завадская (пол. Beata Zawadzka, ур. Кадзёлка (пол. Kądziołka); род. 26 июня 1986, Варшава) — польская шахматистка, гроссмейстер среди женщин (2006).

## Биография
Многократная медалистка чемпионатов Польши по шахматам среди девушек, в том числе победительница чемпионата 2002 года в возрастной группе U16. Участвовала в юношеских чемпионатах Европы и на мира по шахматам в различных возрастных группах, в которых завоевала две бронзовые медали: в 2002 году на чемпионате Европы в группе U16 и в 2005 году в Стамбуле на чемпионате мира в группе U20. В 2006 году в Вроцлаве победила на чемпионате Польши по шахматам среди студенток, а в 2007 году в Щецине победила на чемпионате Польши по быстрым шахматам среди женщин. На чемпионатах Польши по шахматам среди женщин завоевала три бронзовые медали (2002, 2003, 2004).
Представляла сборную Польши на крупнейших командных турнирах по шахматам:
- в шахматных олимпиадах участвовала два раза (2002, 2010). В командном зачете завоевала бронзовую (2002) медаль;
- в командном чемпионате Европы по шахматам участвовала в 2013 году.

## Изменения рейтинга
| Графики недоступны из-за технических проблем. См. информацию на Фабрикаторе и на mediawiki.org. |